# Mzonke Fana
Mzonke Fana (ur. 29 października 1973 roku w Kapsztadzie) – południowoafrykański bokser, były zawodowy mistrz świata organizacji IBF w kategorii junior lekkiej (do 130 funtów).
Pierwszą zawodową walkę stoczył w 1994. W ciągu pierwszych dziesięciu lat odbył 23 pojedynki, z których 21 wygrał. 28 maja 2004 wygrał na punkty z Randym Suico pojedynek eliminacyjny przed walką o mistrzostwo świata organizacji WBC, mimo iż dwukrotnie leżał na deskach. Jednak w walce o mistrzostwo świata jego rywal, broniący tytułu Marco Antonio Barrera, nie dał mu najmniejszych szans nokautując go już w drugiej rundzie tak silnie, że sędzia bez odliczania do dziesięciu zakończył walkę.
Fana wygrał następne dwa pojedynki, a w grudniu 2006 stoczył kolejną walkę eliminacyjną przed pojedynkiem o tytuł mistrza świata, tym razem organizacji IBF, wygrywając na punkty z mało znanym Argentyńczykiem, Roberto Davidem Arrietą.
W swoim drugiej walce o pas mistrzowski Fana nieoczekiwanie pokonał niejednogłośnie na punkty swojego rodaka, Malcolma Klassena i został mistrzem świata organizacji IBF.
31 sierpnia 2007, w pierwszej obronie mistrzowskiego pasa, znokautował w dziewiątej rundzie Argentyńczyka Javiera Osvaldo Alvareza. Tytuł stracił 12 kwietnia 2008, przegrywając decyzją większości na punkty z Cassiusem Baloyi.
Na ring powrócił już w sierpniu 2008 roku, pokonując w trzeciej rundzie Victora Manona. 31 lipca 2009 roku wygrał pojedynek eliminacyjny IBF, pokonując przez techniczny nokaut w szóstej rundzie Jaspera Serokę.